# Paul Valcke
Paul Louis Jean Valcke (* 11. Januar 1914 in Ostende; † 15. Juli 1980 in Ambrumesnil, Frankreich) war ein belgischer Florettfechter.

## Erfolge
Paul Valcke gewann mit der Mannschaft bei den Weltmeisterschaften 1947 in Lissabon Bronze. Dreimal nahm er an Olympischen Spielen teil: 1936 wurde er in Berlin mit der Mannschaft Fünfter und schied im Einzel in der vorletzten Runde aus. Bei den Olympischen Spielen 1948 in London zog er mit der belgischen Equipe in die Finalrunde ein, die er gemeinsam mit Georges de Bourguignon, Henri Paternóster, Raymond Bru, André van de Werve de Vorsselaer und Édouard Yves hinter Frankreich und Italien auf dem Bronzerang abschloss. Die Einzelkonkurrenz beendete er auf dem siebten Platz. 1952 wurde er in Helsinki mit der Mannschaft wiederum Fünfter, während er im Einzel in der zweiten Runde ausschied. Zudem stand er im Aufgebot der Degen-Mannschaft, mit der er nicht über die Viertelfinalrunde hinaus kam.